# Oppenau
Oppenau es una pequeña ciudad alemana de unos 5.000 habitantes en el distrito de Ortenau, Baden-Wurtemberg. Está ubicada en el valle del río Rench en la Selva Negra.

## Historia
Perteneció al obispado de Estrasburgo desde 1316. Entre 1592 y 1664 fue cedida al Ducado de Wurtemberg. En 1803 durante la Mediatización y secularización cayó en manos del Electorado de Baden.